# Fehlerspannungsschutzschalter
Der Fehlerspannungsschutzschalter, auch als FU-Schalter oder englisch Earth Leakage Circuit Breaker – ELCB bezeichnet, ist eine Schutzeinrichtung im Niederspannungsnetz, die heute in Deutschland nicht mehr angewendet wird und durch die Fehlerstrom-Schutzschalter (RCDs, FI-Schalter) abgelöst wurde.

## Geschichtliches
Der FU-Schutzschalter wurde bis in die 50er-Jahre hinein produziert. Erst 1958 wurde die Fehlerstromschutzschaltung mit dem FI-Schutzschalter als Schutzmaßnahme zum ersten Mal im VDE-Vorschriftenwerk aufgeführt. Mittlerweile hat die Fehlerstromschutzschaltung die Fehlerspannungsschutzschaltung vollständig abgelöst.

Schaltung eines FU-Schalters

In einem TT-Netz mit geerdetem Sternpunkt des Transformators und separater Erdung am Verbrauchsnetz ist es oft sehr schwer, die niedrigen Erdungswiderstände zu erreichen, die notwendig sind, um im Fehlerfall die vorgeschalteten Sicherungen auszulösen. In der Anfangszeit der elektrischen Energieversorgung kam es daher immer wieder zu Stromunfällen, bei denen auch Menschen den Tod fanden.
Unter dem Titel "Sicherheitsschaltung für feuchte Räume" veröffentlichte Otto Heinisch schon im Jahr 1914 erste Überlegungen zu diesem Problem in der Elektrotechnischen Zeitschrift (ETZ). Heinisch war Betriebsdirektor in der Betriebsverwaltung Wesel des RWE. Zusammen mit Anton Riedl, Leiter der Betriebsabteilung Kleve des RWE, wurde in den darauffolgenden Jahren der Heinisch-Riedl-Fehlerspannungsschutzschalter entwickelt und von der RWE-Betriebsverwaltung Wesel patentiert. Die Lizenz zum Bau des Schalters wurde an mehrere Unternehmen vergeben. Auf der Leipziger Messe wurde im Jahr 1924 der erste Fehlerspannungs(FU)-Schutzschalter der Öffentlichkeit vorgestellt. Im gleichen Jahr wurde die erste Fehlerspannungsschutzschaltung in Louisendorf (westlich von Kalkar) eingebaut.

## Aufbau und Funktion
Der Fehlerspannungsschutzschalter misst die Spannung am Erdungspunkt der Anlage, in nebenstehender Anlage ist dies die Klemme K, und verwendet als Referenz einen Hilfserder, in der Schaltskizze die Klemme E. Alle zu schützenden metallischen Teile im Haus müssen mit dem Erdungspunkt K verbunden werden. Dazu ist bei der Elektroinstallation eine zusätzliche Ader notwendig, der Schutzleiter. Der Hilfserder am Anschluss E muss mindestens zehn Meter Luftlinie von den Erdern der Anlage entfernt sein, was in dicht bebautem Gebieten oft problematisch ist. Bei Spannungen über 24 V wird über die Spule S und das Schaltschloss abgeschaltet. Der Strom, der dabei durch die Spule S fließt, beträgt etwa 45 mA.
Beim Heinisch-Riedl-Fehlerspannungsschutzschalter, umgangssprachlich auch als „Trennwart“ bezeichnet, war die Fehlerspannungsspule zusammen mit einer thermischen Überstromauslösung, einer Prüftaste mit Prüfwiderstand R, einem Überspannungsschutz ÜS und einem vierpoligen Hauptschalter (für die drei Außenleiter L1, L2 und L3 und den Neutralleiter N) in ein Gehäuse eingebaut.

## Gesetze und Normen
- IEC 364-4-1/VDE 0100 Teil 410 Schutzeinrichtung und Abschaltbedingungen
- IEC 364-3/VDE 0100 Teil 310 Schutzmaßnahme gegen indirektes Berühren mit Abschaltung oder Meldung
- IEC 364-4-41/VDE 0100 Teil 410 Schutz gegen elektrischen Schlag